# Плахотній Валерій Володимирович
Вале́рій Володи́мирович Плахотній (1970—25.03.2022) — старший сержант Збройних сил України, учасник російсько-української війни, що трагічно загинув під час російського вторгнення в Україну.

## Життєпис
Мешканець м. Чигирина, Черкаська область. Під час російсько-української війни — старший сержант, командир відділення мотопіхотної роти мотопіхотного батальйону 30 ОМБр. Загинув 25 березня 2022 року внаслідок артилерійського обстрілу, вчиненого окупантами по позиціях на Київщині. Похований у м. Чигирин.

## Нагороди
- орден «За мужність» III ступеня (2022, посмертно) — за особисту мужність і самовіддані дії, виявлені у захисті державного суверенітету та територіальної цілісності України, вірність військовій присязі[2]